# Catalyseur de McMillan
Un catalyseur de McMillan est un composé organique de la classe des imidazolidinones qui est approprié pour catalyser de nombreuses réactions asymétriques c'est-à-dire stéréosélectives et plus particulièrement énantiosélectives comme des réactions de Diels-Alder asymétriques.

1re et génération de catalyseurs de McMillan

Le premier d'entre eux a été dérivé de la phénylalanine en deux étapes : amidation avec de la méthylamine suivie d'une réaction de condensation avec de l'acétone, qui ne modifient pas la chiralité de la phénylalanine utilisée.